# Acacia edgeworthii
Acacia edgeworthii é uma espécie de leguminosa do gênero Acacia, pertencente à família Fabaceae.